# زیموهیریا
زیموهیریا (به روسی: Зимогір'я) شهری در استان لوهانسک در کشور اوکراین واقع شده‌است. جمعیت این شهر ۹,۹۴۹ نفر (۲۰۲۱ تخمینی) است.